# Vintage Tech
Vintage Tech è un album di raccolta del rapper statunitense Tech N9ne, pubblicato nel 2005.

## Tracce
1. Lost Lair of B'zle – 2:39
2. Monster – 4:32
3. S.H.E. (Seductive Human Erotica) – 3:02
4. Save Yourself (performed by Big Krizz Kaliko) – 1:30
5. Now It's On (featuring Lejo) – 5:39
6. Be Jealous – 4:11
7. Red Necro – 5:12
8. The Grench (featuring Boy Big & Big Krizz Kaliko) – 5:24
9. I'm a Playa (Remix featuring Big Krizz Kaliko) – 4:56
10. Trapped In a Psycho's Body (Original) – 5:25
11. Freaky – 4:42
12. My Own Hell – 4:45
13. Victory – 5:07
14. Mitchell Bade (featuring Bakarii) – 5:14
15. Strange – 4:24
16. Snake Ya (featuring Big Krizz Kaliko) – 4:14
17. Shocked (featuring Kutt Calhoun) – 4:50
18. Outro – 0:20